# Acanthophyllum honigbergeri
Acanthophyllum honigbergeri är en nejlikväxtart som först beskrevs av Edward Fenzl, och fick sitt nu gällande namn av Youssef Ibrahim Barkoudah. Acanthophyllum honigbergeri ingår i släktet Acanthophyllum och familjen nejlikväxter. Inga underarter finns listade i Catalogue of Life.